# القرين (المخادر)

تعديل مصدري - تعديل

القرين محلة تابعة لقرية المخادر، التابعة لعزلة جبل عقد بمديرية المخادر إحدى مديريات محافظة إب في الجمهورية اليمنية، بلغ تعداد سكانها 54 حسب تعداد اليمن لعام 2004.